# آنا کاراپتیان (رقصنده)
آنا راشیدی کاراپتیان (ارمنی: Աննա Ռաշիդի Կարապետյան؛  زادهٔ ۸ سپتامبر ۱۹۶۷) رقصنده، رقصنده باله و بازیگر تئاتر موزیکال اهل ارمنستان است.

## زندگی‌نامه
وی در ۸ سپتامبر ۱۹۶۷ در ایروان به دنیا آمد و از دانشکده دولتی هنر رقص ایروان، آکادمی دولتی هنرهای زیبای ارمنستان و انستیتو دولتی سینما و تئاتر ایروان فارغ‌التحصیل گشت. همچنین برندهٔ جوایزی همچون هنرمند افتخاری جمهوری ارمنستان و مدال موسس خورناتسی شده‌است.